# Habilitationsschrift
La Habilitationsschrift, nel percorso post-dottorale del sistema accademico tedesco, indica una tesi con la cui discussione si conclude la fase della Habilitation, necessaria per l'accesso all'insegnamento nelle università tedesche.